# Mash Out Posse (album)
Albums de M.O.P.
10 Years and Gunnin'
(2003) St. Marxmen
(2005)
Mash Out Posse est une compilation de M.O.P., sortie le 25 mai 2004.
Elle propose des reprises rock de chansons d'anciens albums de M.O.P. ainsi que quelques titres originaux. Pour cet opus, M.O.P. a collaboré avec le groupe rock Shiner Massive.
L'album s'est classé 99e au Top R&B/Hip-Hop Albums.

## Liste des titres
| No  | Titre                                  | Durée |
| --- | -------------------------------------- | ----- |
| 1.  | Conquerors                             | 2:40  |
| 2.  | Ground Zero                            | 4:09  |
| 3.  | Put It in the Air                      | 3:21  |
| 4.  | Calm Down                              | 3:01  |
| 5.  | Stand Clear                            | 3:46  |
| 6.  | Fire                                   | 4:59  |
| 7.  | Hilltop Flava (No Sleep 'Til Brooklyn) | 3:44  |
| 8.  | Stand Up                               | 4:55  |
| 9.  | Stress Y'All                           | 3:34  |
| 10. | Raise Hell                             | 3:18  |
| 11. | It's That Simple                       | 3:59  |
| 12. | Get the Fuck Outta Here                | 5:19  |
| 13. | Ante Up/Robbin' Hoodz                  | 3:23  |